# دولار (تفاعلية)
دولار (بالإنجليزية: dollar)‏ هو وحدة قياس التفاعلية reactivity لمفاعل نووي، وهذه الوحدة مُعايرة على أساس الفاصل بين الظروف الحرجة والظروف الحرجة الفورية للمفاعل. تُعرَّف الحالة الحرجة الفورية للمفاعل على أنها الحالة التي ستؤدي إلى ارتفاع سريع للغاية في الطاقة، مع ما ينتج عن ذلك من تدمير المفاعل، ما لم يكن المُفاعل مصمماً خصيصاً لتحمل هذه الحالة. وتُقسم وحدة الدولار إلى 100 وحدة تسمى الواحدة منها سنت، أي أن السنت الواحد هو 1⁄100 من الدولار. في مناقشات فيزياء المفاعلات النووية، غالبًا ما تُستخدم الرموز في نهاية القيمة العددية للتفاعلية، حيث يُستخدم رمز $ للدولار ورمز ¢ للسنت، مثل 3.48$ أو 21 ¢.
ترتبط التفاعلية (المشار إليها بـ ρ أو ΔK/K) بعامل مضاعفة النيوترونات الفعال effective neutron multiplication factor ويُرمز له بالرمز (k eff)، وهو متوسط عدد جميع النيوترونات الناتجة من انشطار واحد والتي تُسبب انشطارًا آخر.
وتُحسب التفاعلية بالعلاقة:
ρ =keff - 1keff
ولكن في الفيزياء النووية، من المفيد أن نتحدث عن التفاعلية التي تساهم بها النيوترونات الفورية فقط. ويُقاس هذا التفاعل بوحدة الدولار أو السنتات.
بشكل عام، لا يجري قياس التفاعلية بالدولارات أو السنتات، لأن k eff يقيس قيمتها الإجمالية، وهي تُمثل مجموع تفاعلية كل من النيوترونات الفورية والمتأخرة. تعتمد التفاعلية بالدولارات على جزء النيوترون المتأخر (β eff ).
التفاعلية بالدولار = ρβeff
التفاعلية بالسنت = 100 × (ρβeff )
عندما تتغير تفاعلية مكونات أو معاملات معينة في المفاعل النووي، يمكن حساب التغييرات باعتبارها قيمة تفاعليتها. إن قضيب التحكم و سُم المفاعل الكيميائي reactor poison لهما قيمة تفاعلية سلبية، في حين أن إضافة مهدئ نيوتروني سيكون له عمومًا قيمة تفاعلية إيجابية. يمكن قياس قيمة التفاعلية بوحدة الدولارات أو السنتات. أثناء تصميم واختبار المفاعل النووي، سيجري فحص كل مكون لتحديد قيمته التفاعلية، غالبًا عند درجات حرارة وضغوط وارتفاعات قضبان التحكم المختلفة. على سبيل المثال، يُعد حرق سموم المفاعلات أمراً مهماً لعُمر قلب المفاعل، لأن قيمتها التفاعلية تنخفض مع تقدم عمر القلب.

## التفاعلية بشكل عام
التفاعلية (ρ) ليس لها أبعاد لأنها نسبة، ولكن يمكن تعديلها لجعلها أيسر. نظرًا لأن التفاعلية غالبًا ما تكون رقمًا صغيرًا، فيمكن الإشارة إليها كنسبة مئوية، أي %ΔK/K. وبالتالي، فإن التفاعلية البالغة 0.02 ΔK/K يمكن تمثيلها بالنسبة المئوية على أنها 2%ΔK/K. والمفاعل النووي ذو التفاعلية 2% هو مفاعل فوق حرج supercritical. تشير العلامة السلبية إلى أن المفاعل دون المستوى الحرج subcritical.
تُستخدم النسبة المئوية للألف (per cent mille pcm) للقياسات الأكثر دقة للتفاعلية، والتي تصل إلى واحد على الألف من النسبة المئوية. وبالمثل، فإن InHour (الساعة العكسية inverse hour) هي قياس صغير آخر للتفاعلية يأخذ في الاعتبار وقت التضاعف.
يمكن تحويل جميع وحدات التفاعلية التي "بدون أبعاد"، أو "التغير في القيمة التناسبية"، أو "النسبة المئوية"، أو "الوقت العكسي" إلى وحدة الدولار باستخدام الصيغة أعلاه ومعادلة InHour. ومن هناك، يمكن حساب معدل بدء التشغيل (startup rate SUR)، وفترة المفاعل reactor period ووقت تضاعف المفاعل doubling time.

## المعنى والاستخدام
كل انشطار نووي يُنتج العديد من النيوترونات التي يمكن امتصاصها، أو هروبها من المفاعل، أو الاستمرار في التسبب في المزيد من الانشطار في تفاعل نووي متسلسل. عندما يكون المتوسط هو أن يتسبب نيوترون واحد من كل انشطار في حدوث انشطار آخر، يصبح المفاعل "حرجًا"، ويستمر التفاعل المتسلسل بمستوى طاقة ثابت. إن إضافة التفاعلية في هذه المرحلة سيجعل المفاعل فوق الحرج، في حين أن طرح التفاعلية سيجعله دون الحرج.
معظم النيوترونات الناتجة عن الانشطار تكون "فورية prompt"، أي أنها تنشأ باستخدام منتجات الانشطار في أقل من حوالي 10 نانوثانية ("اهتزاز" من الزمن)، ولكن بعض منتجات الانشطار تُنتج نيوترونات إضافية عندما تتحلل (تقل) لمدة تصل إلى عدة دقائق بعد إنشائها عن طريق الانشطار. تشكل هذه النيوترونات ذات الإطلاق المتأخر delayed-release neutrons، والتي تشكل جزءًا صغيرًا من الإجمالي، مفتاحًا للسيطرة المستقرة على المفاعل النووي. بدون النيوترونات المتأخرة، فإن المفاعل الذي يكون بالكاد فوق الحرج سوف يمثل مشكلة تحكم كبيرة، حيث ستزداد طاقة المفاعل بشكل كبير على مقياس زمني بالمللي ثانية أو حتى ميكروثانية - وهي سرعة كبيرة بحيث لا يمكن التحكم فيها باستخدام التقنيات الحالية أو المستقبلية القريبة.
يمكن أن يحدث مثل هذا الارتفاع السريع في الطاقة أيضًا في مفاعل حقيقي عندما يستمر التفاعل المتسلسل دون مساعدة النيوترونات المتأخرة. افترض أن نسبة النيوترون المتأخر لمفاعل معين هي 0.00700، أو 0.700%. افترض أيضًا أن المفاعل ذو حالة فوق حرجة للغاية وأن ΔK/K يساوي 0.00700.
التفاعلية بالدولار =ρβeff0.0070.007 دولار
إذا كانت التفاعلية الزائدة للمفاعل 1 دولار (1$) أو أكثر، يكون المفاعل حرجًا سريعًا. إن النيوترونات الفورية كثيرة جدًا لدرجة أن إنتاج النيوترونات المتأخرة لم يعد ضروريًا لاستمرار التفاعل. عند تفاعلية قدرها 1 دولار أو أكثر، يستمر التفاعل المتسلسل بدونها، وتزداد طاقة المفاعل بسرعة كبيرة بحيث لا يمكن لأي آلية تحكم تقليدية إيقافها. سيؤدي وجود مفاعل في مثل هذه الحالة إلى انحراف المفاعل وقد يؤدي إلى وقوع حادث للمفاعل.
من الأمثلة المتطرفة على رد الفعل الحرج الفوري هو انفجار سلاح نووي، حيث يجري بذل جهد تصميمي كبير للحفاظ على القلب مقيدًا في حالة حرجة فورية لأطول فترة ممكنة حتى يجري انشطار أكبر نسبة ممكنة من المواد.
قام فريق SPERT Reactors بدراسة المفاعلات القريبة من النقطة الحرج للإجابة على أسئلة حول فيزياء المفاعلات المائية المضغوطة ومفاعلات الماء المغلي أثناء التشغيل فوق الحرج. في مفاعلات SPERT، يمكن إضافة التفاعلية عن طريق الإدخال التدريجي المبرمج (إضافة منحدر للتفاعلية) أو عن طريق إخراج قضيب تحكم مؤقت من أسفل القلب (إضافة تدريجية للتفاعلية).
وبحسب التعريف، فإن تفاعلية التي قيمتها صفر دولار تكون بالكاد على حافة الحرجة باستخدام النيوترونات الفورية والمتأخرة. إن التفاعلية التي تقل عن صفر دولار تعتبر دون الحرجة؛ حيث سينخفض مستوى الطاقة بشكل كبير ولن يحدث تفاعل متسلسل مستدام. يُعرَّف الدولار الواحد باعتباره العتبة بين الحالة الحرجة المتأخرة والحالة الحرجة الفورية. في الحالة الحرجة الفورية، سوف يتسبب كل انشطار في المتوسط في انشطار إضافي واحد فقط عن طريق النيوترونات الفورية، ثم تعمل النيوترونات المتأخرة على زيادة الطاقة. أي تفاعل أعلى من 0$ هو فوق حرج وستزداد الطاقة بشكل كبير، ولكن بين 0$ و1$ سيكون ارتفاع الطاقة بطيئًا بدرجة كافية تسمح بالتحكم فيه بأمان باستخدام الخصائص الميكانيكية والخصائص المادية الجوهرية (حركات قضيب التحكم، كثافة المبرد، خصائص المهدئ، تكوين البخار) لأن التفاعل المتسلسل يعتمد جزئيًا على النيوترونات المتأخرة. وبالتالي فإن مفاعل الطاقة الذي يعمل في حالة مستقرة (طاقة ثابتة) سيكون له متوسط تفاعلية 0 دولار، مع تقلبات صغيرة أعلى وأسفل هذه القيمة.
يمكن أيضًا التعبير عن التفاعلية بمصطلحات نسبية، مثل "5 سنتات فوق الحد الحرج الفوري".
في حين أن مفاعلات الطاقة مصممة ومشغلة بعناية لتجنب الحالة الحرجة الفورية في جميع الظروف، فإن العديد من مفاعلات الأبحاث الصغيرة أو "الطاقة الصفرية" مصممة ليجري وضعها عمداً في الحالة الحرجة الفورية (أكبر من 1 دولار) مع الأمان الكامل عن طريق سحب قضبان التحكم الخاصة بها بسرعة. يجري تصميم عناصر الوقود الخاصة بها بحيث عندما تسخن، يجري تقليل التفاعلية تلقائيًا وبسرعة من خلال تأثيرات مثل اتساع دوبلر والتمدد الحراري. يمكن "دفع" مثل هذه المفاعلات إلى مستويات طاقة عالية جدًا (على سبيل المثال، عدة جيجاوات) لبضعة مللي ثانية، وبعدها تنخفض التفاعلية تلقائيًا إلى 0$ ويجري الحفاظ على مستوى طاقة منخفض وثابت نسبيًا (على سبيل المثال عدة مئات من كيلووات) حتى إيقاف تشغيلها يدويًا عن طريق إعادة إدخال قضبان التحكم.
إن المفاعلات دون الحرجة، والتي يجري بناؤها حتى الآن على نطاق المختبر فقط، سوف تعمل باستمرار بـ "دولارات سلبية" (على الأرجح بضعة سنتات أقل من [المتأخر] الحرج) مع النيوترونات "المفقودة" التي يوفرها مصدر نيوتروني خارجي، على سبيل المثال التفتت الذي يقوده مُسرع الجسيمات في مفاعل دون حرج مدفوع بمسرع.

## التاريخ
وفقًا لـ ألفين وينبرج ويوجين ويجنر، كان لويس سلوتين أول من اقترح إطلاق اسم "الدولار" لفترة التفاعلية بين الحرجة بالكاد والحرجة الفورية، واسم "السنتات" للكسر العشري من الدولار.